# Hauts plateaux du Lesotho
Les hauts plateaux du Lesotho couvrent une  partie du massif du Drakensberg, particulièrement des monts Maluti, dans l'est et la partie centrale du Lesotho. Le contrefort des plateaux sépare les hautes terres des basses terres. La neige y est fréquente en hiver.

## Emplacement et description

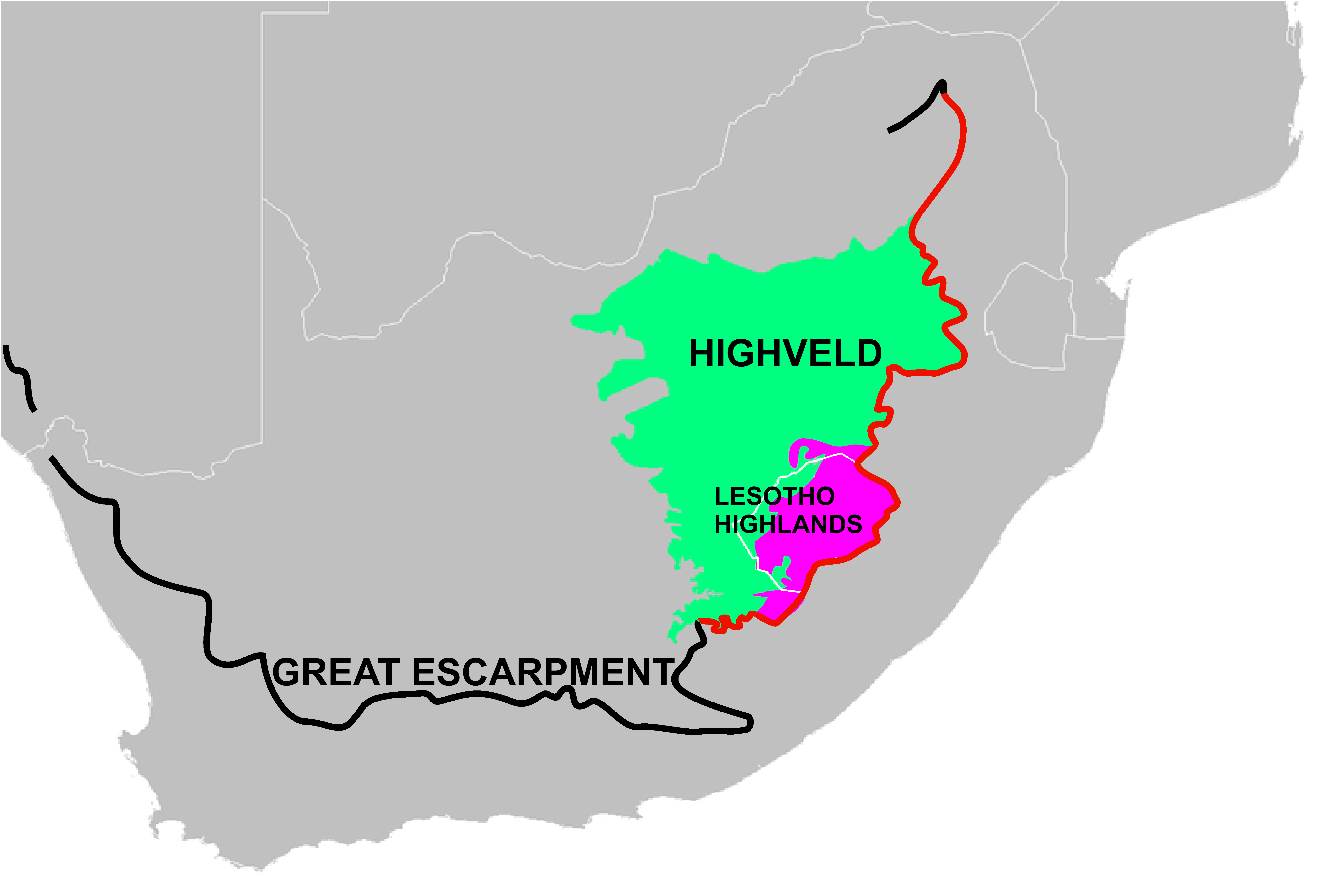
Highveld d'Afrique australe et hauts plateaux du Lesotho.

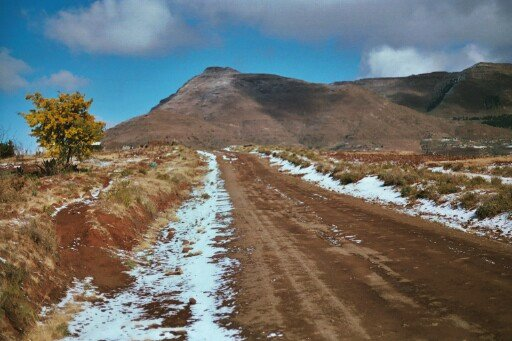
Neige près du village Malealea.

Ces hauts plateaux se situent dans la partie sud-est du Highveld ; ils englobent toute la partie orientale du Lesotho.
La moyenne annuelle des précipitations s'établit à 1 000 mm sur certaines parties les plus élevées en altitude. La température est essentiellement fonction de l'altitude. Globalement, la température de juillet (hiver austral) s'établit aux alentours de 7 °C.
Les hauts plateaux du Lesotho sont un point haut du plateau central du Grand Escarpement africain ; il s'agit d'une zone couverte d'une épaisse couche de lave de 1 400 mètres d'épaisseur, correspondant géologiquement aux groupes du Drakensberg et du Lebombo, créés par un épanchement de laves qui couvrit une grande partie de l'Afrique australe à l'époque où l'endroit faisait partie du Gondwana. L'essentiel de cette couche a été érodé depuis 192 millions d'années, mais la majeure partie du Lesotho est constituée d'un reste de cette lave originelle. Les hauts plateaux du Lesotho ont été entaillés et érodés par les affluents de l'Orange qui drainent la zone par des goulets d'érosion globalement orientés vers le sud-ouest, qui se transforment en profondes vallées dans le cours inférieur de ces cours d'eau. Cela donne à la région un paysage accidenté, d'un aspect hérissé et rugueux, vu du ciel comme du sol.
La partie orientale des plateaux est constituée de nombreuses terrasses et reliefs escarpés qui se sont développés sur la couche basaltique correspondant au trapp du Karoo-Ferrar. Ces terrasses (« pédiments ») ont été créées par un processus d'aplanissement dans un contexte périglaciaire (« cryoplanation »). Chaque escarpement correspond à un épanchement basaltique.
Durant la dernière période glaciaire, ce sont des conditions périglaciaires qui prédominent dans la région, produisant des paysages de chaos géologique et de cryoturbation,. Durant la période la plus froide de cette période glaciaire, l'environnement était relativement aride et sujet à de sévères gelées saisonnières. On pense que la région abritait un permafrost et de larges zones enneigées. Il existe quelques incertitudes quant à savoir si de petits glaciers s'étaient développés sur les pentes des hauts plateaux.

## Flore
Les espèces de plantes sont nombreuses sur les hauts plateaux,. La couverture des sols des hautes terres est discontinue et de mauvaise qualité. Les sols diffèrent selon la couche basale (basalte ou autre) qu'ils recouvrent et l'importance des processus de gel et dégel ; le type de sol dominant est le mollisol.
Certains secteurs des hauts plateaux du Lesotho font partie de l'écorégion des prairies et zones boisées de haute montagne du Drakensberg.

## Faune
La région est une Endemic Bird Area (zones d'endémisme aviaire définies par Birdlife International). Le Chétopse doré, le Serin de Symons et le Pipit alticol (Anthus hoeschi) sont endémiques des hauts plateaux du Lesotho,.

## Menaces et préservation
Le Lesotho Highlands Water Project (LHWP) est un projet d’approvisionnement en eau et en électricité, situé sur les hauts plateaux, développé conjointement par le Lesotho et l'Afrique du Sud. Il est composé d'un ensemble de barrages et de tunnels qui s'étendent sur les territoires des deux pays. Le projet est accusé d'avoir des répercussions négatives en matière d'environnement et n'est pas achevé en 2020.